# Wolfgang Rotard
Wolfgang Detlef Rotard (* 30. Mai 1949 in Bad Ems) ist ein deutscher Chemiker und emeritierter Professor für Umweltchemie am Institut für Technischen Umweltschutz an der Technischen Universität (TU) Berlin.

## Leben
Wolfgang Rotard studierte Chemische Verfahrenstechnik an der FH Aachen und Chemie an der TU Berlin. Seine Dissertation mit einer Arbeit über Synthesen von neuen Pflanzeninhaltsstoffe wurde im Jahre 1981 am Institut für Organische Chemie an der TU Berlin bei Ferdinand Bohlmann abgeschlossen. Er war als Direktor und Professor Leiter mehrerer Fachgebiete für Instrumentelle Analytik  anorganischer und organischer Stoffe sowie Radioisotope im Bundesgesundheitsamt bis 1994 und Deutschen Umweltbundesamt bis 1998. Er hat in der Außenstelle Langen die Dioxinanalytik aufgebaut und darüber hinaus Richtwerte für Dioxine in Klärschlamm, Böden und für die Emission abgeleitet, die als Grenzwerte übernommen wurden.
Er hat Analysemethoden entwickelt für halogenierte Dioxine, Chlorparaffine, Anatoxin A u. a. Rotard war Mitwirkender und Vorsitzender bei mehreren Arbeitsgruppen der Kommission Reinhaltung der Luft und im DIN zur Standardisierung analytischer Methoden für schwerflüchtige organische  Immissions- und Emissionsschadstoffe. Im Jahr 1998 wurde Rotard auf eine Professur für Umweltchemie an der TU Berlin berufen. Von 2002 bis 2016 war er Geschäftsführender Direktor des Institutes für Technischen Umweltschutz der TU. 2004 war er Organisator und Vorsitzender des 24. International Symposium on Halogenated Environmental Organic Pollutants and POPs. Am 30. September 2017 wurde er emeritiert. Im Jahr 2015 wurde er aufgrund seines Engagements bei der Erarbeitung von VDI-Richtlinien und internationalen Normen mit der VDI-Ehrenplakette ausgezeichnet.

## Wirken
Forschungs- und Arbeitsgebiete sind unter anderem:
- chemische Prozesse und Wechselwirkungen in der Biosphäre, z. B. dioxinbelastete Böden[6]
- Entwicklung von Analyseverfahren für wichtige umweltrelevante Stoffe (POP) sowie Synthese von Referenzsubstanzen[7]
- Quellen, Schicksal und Verteilung von persistenten organischen Schadstoffen (POP) in der Umwelt[8]
- Abbau organischer Stoffe durch Eisenbakterien und Untersuchung der Abbauwege
- Bestimmung der Resorptionsverfügbarkeit organischer Schadstoffe aus Böden

Rotard ist langjähriges Mitglied der Gesellschaft Deutscher Chemiker (GDCh) und deren Fachgruppe Umweltchemie und Ökotoxikologie.

## Publikationen (Auswahl)
- Ferdinand Bohlmann, W. Rotard (1982): Natürlich vorkommende Terpen-Derivate, 446. Synthese von Precarabron Liebigs Annalen der Chemie, volume 1982, issue 6, pages 1211-1215. doi:10.1002/jlac.198219820620
- W. Rotard, W. Mailahn (1987): Gas chromatographic-mass spectrometric analysis of Creosotes extracted from wooden sleepers installed in playgrounds  Analytical Chemistry, volume 59, issue 1, pages 65-69, doi:10.1021/ac00128a014
- Rotard, W. et al. (1995): Bestimmung der Resorptionsverfügbarkeit PCDD/F aus Kieselrot – Simulation der Digestion mit Böden. Umweltwissenschaften und Schadstoff-Forschung 7,  3-9.doi:10.1007/BF02938733
- Rotard, W. et al. (1999): Abschätzung der Absorptionsverfügbarkeit von Schadstoffen in kontaminierten Materialien und Böden durch ein in Vitro-Digestions-Testsystem. Beiträge zur umwelthygienischen Standardsetzung – Schriftenreihe des Vereins für Wasser-, Boden- und Lufthygiene 103, 201-236.